# Nuoto ai Giochi panamericani
Il nuoto fu inserito nel programma dei Giochi panamericani sin dalla prima edizione del 1951. Accanto all'atletica leggera rappresenta uno degli sport con più seguito di pubblico all'interno della manifestazione continentale. Le competizioni si svolgono tutte in vasca lunga (50 m).

## Uomini

### 50m stile libero
| Edizione | Oro               | Prest. | Argento          | Prest. | Bronzo                   | Prest. |
| -------- | ----------------- | ------ | ---------------- | ------ | ------------------------ | ------ |
| 1987     | Tom Williams      | 22.55  | Michael Neuhofel | 22.84  | Claude Lamy Hilton Woods | 23.39  |
| 1991     | Todd Pace         | 22.60  | Adam Schmitt     | 22.61  | Gustavo Borges           | 22.82  |
| 1995     | Fernando Scherer  | 22.65  | Bill Pilczuk     | 22.71  | Tom Jager                | 22.75  |
| 1999     | Fernando Scherer  | 22.24  | José Meolans     | 22.46  | Marcos Hernández         | 22.79  |
| 2003     | Fernando Scherer  | 22.40  | José Meolans     | 22.42  | Gary Hall Jr.            | 22.43  |
| 2007     | César Cielo Filho | 21.84  | Nicholas Santos  | 22.18  | George Bovell            | 22.30  |
| 2011     | César Cielo Filho | 21.58  | Bruno Fratus     | 22.05  | Hanser García            | 22.15  |
| 2015     | Josh Schneider    | 21.86  | Bruno Fratus     | 21.91  | George Bovell            | 22.17  |
| 2019     | Bruno Fratus      | 21.61  | Nathan Adrian    | 21"87  | Michael Chadwick         | 21"99  |
| 2023     | David Curtiss     | 21"85  | Jonny Kulow      | 21"90  | Lamar Taylor             | 22"13  |

### 100m stile libero
| Edizione | Oro                 | Prest. | Argento             | Prest. | Bronzo           | Prest.        |
| -------- | ------------------- | ------ | ------------------- | ------ | ---------------- | ------------- |
| 1951     | Dick Cleveland      | 58.8   | Ronald Gora         | 59.5   | Nicasio Silverio | 1:00.1        |
| 1955     | Clarke Scholes      | 57.7   | George Park         | 58.7   | Carl Woolley     | 59.3          |
| 1959     | Jeffrey Farrell     | 56.3   | Elton Follett       | 57.2   | William Woolsey  | 57.6          |
| 1963     | Steve Clark         | 54.7   | Steven Jackman      | 54.8   | Daniel Sherry    | 56.1          |
| 1967     | Don Havens          | 53.79  | Zach Zorn           | 53.97  | Sandy Gilchrist  | 54.85         |
| 1971     | Frank Heckl         | 52.80  | José Aranha         | 53.74  | Bob Kasting      | 53.76         |
| 1975     | Richard Abbott      | 51.96  | Jack Babashoff      | 52.26  | Bruce Robertson  | 53.44         |
| 1979     | David McCagg        | 50.77  | Fernando Cañales    | 51.25  | John Newton      | 51.45         |
| 1983     | Rowdy Gaines        | 50.38  | Fernando Cañales    | 50.43  | Alberto Mestre   | 51.09         |
| 1987     | Todd Dudley         | 50.24  | Scott McCadam       | 50.81  | Mark Andrews     | 51.24         |
| 1991     | Gustavo Borges      | 49.48  | Joel Thomas         | 50.55  | Rodrigo González | 51.25         |
| 1995     | Gustavo Borges      | 49.31  | Jon Olsen           | 49.39  | Fernando Scherer | 49.79         |
| 1999     | Fernando Scherer    | 49.19  | José Martín Meolans | 49.49  | Gustavo Borges   | 50.10         |
| 2003     | José Martín Meolans | 49.27  | George Bovell       | 49.61  | Gustavo Borges   | 49.90         |
| 2007     | César Cielo Filho   | 48.79  | José Martín Meolans | 49.42  | Gabriel Woodward | 49.59         |
| 2011     | César Cielo Filho   | 47.84  | Hanser Garcia       | 48.34  | Shaune Fraser    | 48.63         |
| 2019     | Marcelo Chierighini | 48"09  | Nathan Adrian       | 48"17  | Michael Chadwick | 48"88         |
| 2023     | Guilherme Caribé    | 48"06  | Brooks Curry        | 48"38  | Non assegnata    | Non assegnata |
| 2023     | Guilherme Caribé    | 48"06  | Jonny Kulow         | 48"38  | Non assegnata    | Non assegnata |

### 200m stile libero
| Edizione | Oro               | Prest.  | Argento          | Prest.  | Bronzo          | Prest.  |
| -------- | ----------------- | ------- | ---------------- | ------- | --------------- | ------- |
| 1967     | Don Schollander   | 1:56.01 | Ralph Hutton     | 1:58.44 | Julio Arango    | 2:01.77 |
| 1971     | Frank Heckl       | 1:56.36 | James McConica   | 1:58.18 | Ralph Hutton    | 1:59.89 |
| 1975     | Jorge Delgado     | 1:55.45 | Rick DeMont      | 1:55.96 | Rex Favero      | 1:57.08 |
| 1979     | Rowdy Gaines      | 1:51.22 | David Larson     | 1:52.24 | Djan Madruga    | 1:52.34 |
| 1983     | Bruce Hayes       | 1:49.89 | Alberto Mestre   | 1:50.36 | Rowdy Gaines    | 1:51.27 |
| 1987     | John Witchel      | 1:50.90 | Carlos Scanavino | 1:51.21 | Brian Jones     | 1:52.11 |
| 1991     | Eric Diehl        | 1:49.67 | Gustavo Borges   | 1:49.74 | René Sáez       | 1:52.14 |
| 1995     | Gustavo Borges    | 1:48.49 | Greg Burgess     | 1:48.69 | Josh Davis      | 1:51.92 |
| 1999     | Gustavo Borges    | 1:49.41 | Scott Tucker     | 1:50.99 | Leonardo Costa  | 1:51.29 |
| 2003     | George Bovell     | 1:48.90 | Dan Ketchum      | 1:49.34 | Rodrigo Castro  | 1:49.55 |
| 2007     | Matthew Owen      | 1:48.78 | Shaune Fraser    | 1:48.95 | Adam Sioui      | 1:48.97 |
| 2011     | Brett Fraser      | 1:47.18 | Shaune Fraser    | 1:48.29 | Benjamin Hockin | 1:48.48 |
| 2015     | João de Lucca     | 1'46"42 | Federico Grabich | 1'47"62 | Michael Weiss   | 1'47"63 |
| 2019     | Fernando Scheffer | 1'46"68 | Breno Correia    | 1'47"47 | Drew Kibler     | 1'47"71 |
| 2023     | Coby Carrozza     | 1'47"37 | Jorge Iga        | 1'47"56 | Murilo Sartori  | 1'47"95 |

### 400m stile libero
| Edizione | Oro                | Prest.  | Argento             | Prest.  | Bronzo             | Prest.  |
| -------- | ------------------ | ------- | ------------------- | ------- | ------------------ | ------- |
| 1951     | Tetsuo Okamoto     | 4:52.4  | William Heusner     | 4:54.5  | Tonatiuh Gutiérrez | 4:57.2  |
| 1955     | James McLane       | 4:51.3  | Wayne Moore         | 4:53.4  | Oscar Kramer       | 4:56.1  |
| 1959     | George Breen       | 4:31.4  | George Harrison     | 4:31.8  | Eugene Lenz        | 4:34.9  |
| 1963     | Roy Saari          | 4:19.3  | Don Schollander     | 4:23.3  | Sandy Gilchrist    | 4:29.1  |
| 1967     | Greg Charlton      | 4:10.23 | Ralph Hutton        | 4:11.88 | Mike Burton        | 4:15.74 |
| 1971     | James McConica     | 4:08.97 | Steven Genter       | 4:13.05 | Ralph Hutton       | 4:15.75 |
| 1975     | Douglas Northway   | 4:00.51 | Bobby Hackett       | 4:03.38 | Djan Madruga       | 4:06.83 |
| 1979     | Brian Goodell      | 3:53.01 | Djan Madruga        | 3:57.46 | Peter Szmidt       | 3:58.34 |
| 1983     | Bruce Hayes        | 3:53.17 | Matt Cetlinski      | 3:53.51 | Marcelo Jucá       | 3:55.66 |
| 1987     | Paul Robinson      | 3:54.44 | Cristiano Michelena | 3:55.37 | Scott Brackett     | 3:55.64 |
| 1991     | Sean Killion       | 3:50.38 | José Herrera        | 3:54.91 | Eric Diehl         | 3:58.06 |
| 1995     | Josh Davis         | 3:55.59 | Luiz Lima           | 3:56.33 | Jon Sakovich       | 3:57.37 |
| 1999     | Luiz Lima          | 3:52.25 | Austin Ramirez      | 3:53.64 | Rick Say           | 3:54.66 |
| 2003     | Ricardo Monasterio | 3:50.01 | Fran Crippen        | 3:52.62 | Bruno Bonfim       | 3:54.82 |
| 2007     | Matt Patton        | 3:49.77 | Tobias Work         | 3:50.62 | Armando Negreiros  | 3:51.18 |
| 2011     | Charles Houchin    | 3:50.95 | Matthew Patton      | 3:51.25 | Cristian Quintero  | 3:52.51 |
| 2015     | Ryan Cochrane      | 3:48.29 | Ryan Feeley         | 3:49.69 | Leonardo de Deus   | 3:50.30 |
| 2019     | Andrew Abruzzo     | 3'48"41 | Fernando Scheffer   | 3'49"60 | Luiz Altamir Melo  | 3'49"91 |
| 2023     | Guilherme Costa    | 3'46"79 | Alfonso Mestre      | 3'47"62 | James Plage        | 3'50"74 |

### 800m stile libero
| Edizione | Oro             | Prest.  | Argento        | Prest.  | Bronzo         | Prest.  |
| -------- | --------------- | ------- | -------------- | ------- | -------------- | ------- |
| 2019     | Andrew Abruzzo  | 7'54"70 | Miguel Valente | 7'56"37 | Ricardo Vargas | 7'56"78 |
| 2023     | Guilherme Costa | 7'53"01 | Alfonso Mestre | 7'54"46 | Will Gallant   | 7'58"96 |

### 1500m stile libero
| Edizione | Oro                | Prest.   | Argento            | Prest.   | Bronzo             | Prest.   |
| -------- | ------------------ | -------- | ------------------ | -------- | ------------------ | -------- |
| 1951     | Tetsuo Okamoto     | 19:23.3  | Tonatiuh Gutiérrez | 19:24.5  | Efrén Fierro       | 19:57.4  |
| 1955     | James McLane       | 20:04.0  | Oscar Kramer       | 20:09.9  | Gilberto Arango    | 20:37.2  |
| 1959     | Alan Somers        | 17:53.2  | George Breen       | 17:55.0  | Gary Heinrich      | 18:30.6  |
| 1963     | Roy Saari          | 17:26.2  | Sandy Gilchrist    | 17:58.9  | Ralph Hutton       | 18:08.6  |
| 1967     | Mike Burton        | 16:44.40 | Ralph Hutton       | 16:51.81 | Andy Strenk        | 17:03.43 |
| 1971     | Pat Miles          | 16:32.03 | Tom McBreen        | 16:32.99 | Guillermo García   | 16:45.56 |
| 1975     | Bobby Hackett      | 15:53.10 | Paul Hartloff      | 15:57.32 | Djan Madruga       | 16:30.08 |
| 1979     | Brian Goodell      | 15:24.36 | Djan Madruga       | 15:41.74 | Bobby Hackett      | 15:46.83 |
| 1983     | Jeff Kostoff       | 15:30.67 | Marcelo Jucá       | 15:33.01 | Carlos Scanavino   | 15:36.07 |
| 1987     | Alex Kostich       | 15:20.90 | Lars Jorgensen     | 15:24.09 | Chris Chalmers     | 15:30.51 |
| 1991     | Alex Kostich       | 15:21.36 | José Herrera       | 15:33.61 | Pedro Carrío       | 15:39.73 |
| 1995     | Carlton Bruner     | 15:13.90 | Luiz Lima          | 15:19.53 | Ryan Cox           | 15:37.28 |
| 1999     | Tim Siciliano      | 15:14.94 | Luiz Lima          | 15:21.92 | Ricardo Monasterio | 15:28.64 |
| 2003     | Ricardo Monasterio | 15:16.98 | Fran Crippen       | 15:19.63 | Chris Thompson     | 15:19.64 |
| 2007     | Charles Peterson   | 15:12.33 | Ricardo Monasterio | 15:23.28 | Kier Maitland      | 15:25.28 |
| 2011     | Arthur Frayler     | 15:19.59 | Joseph Feely       | 15:22.19 | Juan Pereyra       | 15:26.20 |
| 2015     | Ryan Cochrane      | 15:06.40 | Andrew Gemmell     | 15:09.92 | Brandonn Almeida   | 15:11.70 |
| 2019     | Guilherme Da Costa | 15'09"93 | Nicholas Sweetser  | 15'14"24 | Ricardo Vargas     | 15'14"99 |
| 2023     | Guilherme Costa    | 15'09"29 | Will Gallant       | 15'12"94 | Alfonso Mestre     | 15'19"60 |

### 100m dorso
| Edizione | Oro             | Prest.  | Argento           | Prest.  | Bronzo             | Prest.  |
| -------- | --------------- | ------- | ----------------- | ------- | ------------------ | ------- |
| 1951     | Allen Stack     | 1:08.0  | Pedro Galvao      | 1:08.3  | Burwell Jones      | 1:09.8  |
| 1955     | Frank McKinney  | 1:07.1  | Pedro Galvao      | 1:07.8  | Buddy Baarcke      | 1:07.9  |
| 1959     | Frank McKinney  | 1:03.6  | Chuck Bittick     | 1:04.2  | Louis Schaeffer    | 1:05.3  |
| 1963     | Ed Bartsch      | 1:01.5  | Chuck Bittick     | 1:02.1  | Athos de Oliveira  | 1:03.2  |
| 1967     | Charles Hickcox | 1:01.19 | Fred Haywood      | 1:02.45 | Jim Shaw           | 1:02.87 |
| 1971     | Mel Nash        | 59.84   | John Murphy       | 1:00.84 | Bill Kennedy       | 1:01.35 |
| 1975     | Peter Rocca     | 58.31   | Bob Jackson       | 58.90   | Rômulo Arantes     | 59.16   |
| 1979     | Bob Jackson     | 56.66   | Rômulo Arantes    | 57.20   | Steve Pickell      | 57.89   |
| 1983     | Rick Carey      | 55.19   | Dave Bottom       | 56.90   | Mike West          | 57.20   |
| 1987     | Andy Gill       | 56.56   | David Berkoff     | 57.35   | Alejandro Alvizuri | 58.65   |
| 1991     | Andy Gill       | 55.79   | Rodolfo Falcón    | 56.12   | Bobby Brewer       | 56.39   |
| 1995     | Jeff Rouse      | 54.74   | Tripp Schwenk     | 55.60   | Rodolfo Falcón     | 56.13   |
| 1999     | Rodolfo Falcón  | 54.93   | Alexandre Massura | 55.17   | Matt Allen         | 55.86   |
| 2003     | Peter Marshall  | 55.52   | George Bovell     | 55.81   | Jayme Cramer       | 55.88   |
| 2007     | Randall Bal     | 53.66   | Peter Marshall    | 54.64   | Thiago Pereira     | 54.75   |
| 2011     | Thiago Pereira  | 54.56   | Eugene Godsoe     | 54.61   | Guilherme Guido    | 54.81   |
| 2015     | Nick Thoman     | 53.20   | Guilherme Guido   | 53.35   | Eugene Godsoe      | 53.96   |
| 2019     | Daniel Carr     | 53"50   | Guilherme Guido   | 53"54   | Dylan Carter       | 54"42   |

### 200m dorso
| Edizione | Oro              | Prest.  | Argento         | Prest.  | Bronzo            | Prest.  |
| -------- | ---------------- | ------- | --------------- | ------- | ----------------- | ------- |
| 1967     | Ralph Hutton     | 2:12.55 | Charles Hickcox | 2:13.05 | Charles Goettsche | 2:15.94 |
| 1971     | Charlie Campbell | 2:07.09 | Tim McKee       | 2:07.87 | John Hawes        | 2:14.72 |
| 1975     | Dan Harrigan     | 2:06.69 | Mike Scarth     | 2:09.20 | Bob Jackson       | 2:10.18 |
| 1979     | Peter Rocca      | 2:00.98 | Jesse Vassallo  | 2:02.07 | Djan Madruga      | 2:04.74 |
| 1983     | Rick Carey       | 1:59.34 | Ricardo Prado   | 2:02.85 | Mike West         | 2:03.11 |
| 1987     | Mike O'Brien     | 2:02.29 | Ricardo Prado   | 2:03.75 | Raymond Brown     | 2:04.28 |
| 1991     | Rogério Romero   | 2:01.07 | Dan Veatch      | 2:01.14 | Manuel Guzmán     | 2:01.68 |
| 1995     | Brad Bridgewater | 2:00.79 | Rodolfo Falcón  | 2:00.98 | Rogério Romero    | 2:01.13 |
| 1999     | Leonardo Costa   | 1:59.33 | Aaron Peirsol   | 1:59.77 | Dan Shevchik      | 2:00.27 |
| 2003     | Rogério Romero   | 1:59.92 | Luke Wagner     | 2:00.74 | Joey Faltraco     | 2:01.31 |
| 2007     | Thiago Pereira   | 1:58.42 | Tyler Clary     | 1:59.24 | Lucas Salatta     | 1:59.51 |
| 2011     | Thiago Pereira   | 1:57.19 | Omar Pinzón     | 1:58.31 | Ryan Murphy       | 1:58.50 |
| 2015     | Sean Lehane      | 1:57.47 | Carter Griffin  | 1:58.18 | Leonardo de Deus  | 1:58.27 |
| 2019     | Daniel Carr      | 1'58"13 | Nick Alexander  | 1'58"30 | Leonardo de Deus  | 1'58"73 |

### 100m rana
| Edizione | Oro                 | Prest.  | Argento                   | Prest.  | Bronzo            | Prest.  |
| -------- | ------------------- | ------- | ------------------------- | ------- | ----------------- | ------- |
| 1967     | José Sylvio Fiolo   | 1:07.52 | Russ Webb                 | 1:09.13 | Ken Merten        | 1:09.32 |
| 1971     | Mark Chatfield      | 1:06.75 | Brian Job                 | 1:07.93 | José Sylvio Fiolo | 1:07.94 |
| 1975     | Rick Colella        | 1:06.28 | Lawrence Dowler           | 1:06.61 | José Sylvio Fiolo | 1:08.12 |
| 1979     | Steve Lundquist     | 1:03.82 | Greg Winchell             | 1:04.76 | Graham Smith      | 1:05.66 |
| 1983     | Steve Lundquist     | 1:02.28 | John Moffet               | 1:02.36 | Pablo Restrepo    | 1:03.89 |
| 1987     | Rich Korhammer      | 1:03.85 | David Lundberg            | 1:04.11 | Darcy Wallingford | 1:04.55 |
| 1991     | Hans Dersch         | 1:02.57 | Todd Torres               | 1:02.83 | Jeff Commings     | 1:03.02 |
| 1995     | Seth van Neerden    | 1:02.48 | Jonathan Cleveland        | 1:03.17 | Tyler Mayfield    | 1:03.17 |
| 1999     | Ed Moses            | 1:00.99 | Jarrod Marrs Morgan Knabe | 1:02.11 | Non assegnata     |         |
| 2003     | Mark Gangloff       | 1:00.95 | Jarrod Marrs              | 1:01.71 | Eduardo Fischer   | 1:01.88 |
| 2007     | Scott Dickens       | 1:01.20 | Mark Gangloff             | 1:01.24 | Mathieu Bois      | 1:01.83 |
| 2011     | Felipe França Silva | 1:00.34 | Felipe Lima               | 1:00.99 | Marcus Titus      | 1:01.12 |
| 2015     | Felipe França       | 59.21   | Felipe Lima               | 1:00.01 | Richard Funk      | 1:00.29 |
| 2019     | João Gomes Júnior   | 59"51   | Felipe Lima               | 59"57   | Kevin Cordes      | 1'00"27 |

### 200m rana
| Edizione | Oro                | Prest.  | Argento             | Prest.  | Bronzo            | Prest.  |
| -------- | ------------------ | ------- | ------------------- | ------- | ----------------- | ------- |
| 1951     | Héctor Domínguez   | 2:43.8  | Willy Otto Jordan   | 2:47.3  | Bowen Stassforth  | 2:47.6  |
| 1955     | Héctor Domínguez   | 2:46.9  | Manuel Sanguily     | 2:47.3  | Walter Ocampo     | 2:50.7  |
| 1959     | Bill Mulliken      | 2:43.1  | Kenneth Nakasone    | 2:43.2  | Manuel Sanguily   | 2:44.3  |
| 1963     | Chester Jastremski | 2:35.4  | Ken Merten          | 2:38.4  | John Kelso        | 2:41.4  |
| 1967     | José Sylvio Fiolo  | 2:30.42 | Robert Momsen       | 2:31.01 | Ken Merten        | 2:34.17 |
| 1971     | Rick Colella       | 2:27.12 | Felipe Muñoz        | 2:27.22 | Brian Job         | 2:28.11 |
| 1975     | Rick Colella       | 2:24.00 | Dave Heinbuch       | 2:28.96 | Gustavo Lozano    | 2:29.28 |
| 1979     | Steve Lundquist    | 2:21.97 | John Simmons        | 2:22.45 | Pablo Restrepo    | 2:23.13 |
| 1983     | Steve Lundquist    | 2:19.31 | Pablo Restrepo      | 2:20.21 | Doug Soltis       | 2:20.89 |
| 1987     | Jeff Kubiak        | 2:17.62 | Mike Barrowman      | 2:19.29 | Darcy Wallingford | 2:22.01 |
| 1991     | Mario Gonzáles     | 2:15.50 | Nelson Diebel       | 2:16.08 | Tyler Mayfield    | 2:17.49 |
| 1995     | Seth van Neerden   | 2:16.08 | Eric Namesnik       | 2:17.70 | Curtis Myden      | 2:19.00 |
| 1999     | Morgan Knabe       | 2:14.73 | Steven West         | 2:16.26 | Mark Gangloff     | 2:16.60 |
| 2003     | Kyle Salyards      | 2:13.37 | Sean Quinn          | 2:15.77 | Marcelo Tomazini  | 2:15.87 |
| 2007     | Thiago Pereira     | 2:13.51 | Henrique Barbosa    | 2:13.83 | Scott Spann       | 2:13.98 |
| 2011     | Sean Mahoney       | 2:11.62 | Christopher Burckle | 2:12.60 | Thiago Pereira    | 2:13.58 |
| 2015     | Thiago Simon       | 2:09.82 | Richard Funk        | 2:11.51 | Thiago Pereira    | 2:11.93 |
| 2019     | William Licon      | 2'07"62 | Nicolas Fink        | 2'08"16 | Miguel de Lara    | 2'11"23 |

### 100m farfalla
| Edizione | Oro               | Prest. | Argento             | Prest. | Bronzo              | Prest. |
| -------- | ----------------- | ------ | ------------------- | ------ | ------------------- | ------ |
| 1967     | Mark Spitz        | 56.20  | Ross Wales          | 57.04  | Luis Nicolao        | 58.63  |
| 1971     | Frank Heckl       | 56.92  | Jerry Heidenreich   | 57.30  | Byron MacDonald     | 58.40  |
| 1975     | Mike Curington    | 56.09  | Greg Jagenburg      | 56.13  | Bruce Robertson     | 56.80  |
| 1979     | Robert Placak     | 55.54  | Dan Thompson        | 55.56  | Clay Evans          | 56.63  |
| 1983     | Matt Gribble      | 54.25  | Pablo Morales       | 54.62  | Rafael Vidal        | 54.72  |
| 1987     | Anthony Nesty     | 53.89  | Wade King           | 54.33  | Michael Dillon      | 54.45  |
| 1991     | Anthony Nesty     | 53.45  | Mike Merrell        | 54.60  | Eduardo Piccinini   | 55.00  |
| 1995     | Mark Henderson    | 54.11  | Eduardo Piccinini   | 54.63  | Brian Alderman      | 54.75  |
| 1999     | Francisco Sánchez | 53.33  | Shamek Pietucha     | 53.40  | José Martín Meolans | 54.03  |
| 2003     | Ben Michaelson    | 53.04  | José Martín Meolans | 53.28  | Kaio de Almeida     | 53.44  |
| 2007     | Kaio de Almeida   | 52.05  | Gabriel Mangabeira  | 52.43  | Albert Subirats     | 52.78  |
| 2011     | Albert Subirats   | 52.37  | Eugene Godsoe       | 52.67  | Chris Brady         | 52.95  |
| 2015     | Giles Smith       | 52.04  | Santiago Grassi     | 52.09  | Santo Condorelli    | 52.42  |
| 2019     | Thomas Shields    | 51"59  | Luis Martínez       | 51"63  | Vinicius Lanza      | 51"88  |

### 200m farfalla
| Edizione | Oro              | Prest.  | Argento           | Prest.  | Bronzo           | Prest.  |
| -------- | ---------------- | ------- | ----------------- | ------- | ---------------- | ------- |
| 1955     | Eulalio Ríos     | 2:39.8  | Walter Ocampo     | 2:40.3  | William Yorzyk   | 2:42.5  |
| 1959     | Dave Gillanders  | 2:18.0  | Michael Troy      | 2:18.3  | Eulalio Ríos     | 2:22.5  |
| 1963     | Carl Robie       | 2:11.3  | Fred Schmidt      | 2:13.3  | Luis Nicolao     | 2:16.1  |
| 1967     | Mark Spitz       | 2:06.42 | Tom Arusoo        | 2:10.70 | Mike Burton      | 2:13.26 |
| 1971     | Jorge Delgado    | 2:06.41 | Robb Orr          | 2:08.39 | Augusto González | 2:09.90 |
| 1975     | Greg Jagenburg   | 2:03.42 | Steve Gregg       | 2:04.06 | Jorge Delgado    | 2:05.11 |
| 1979     | Craig Beardsley  | 2:00.49 | George Nagy       | 2:02.15 | Bill Sawchuk     | 2:02.93 |
| 1983     | Craig Beardsley  | 1:58.85 | Ricardo Prado     | 1:59.00 | Rafael Vidal     | 1:59.17 |
| 1987     | Bill Stapleton   | 2:00.70 | Jayme Taylor      | 2:00.73 | Anthony Nesty    | 2:01.09 |
| 1991     | Mark Dean        | 2:00.11 | Anthony Nesty     | 2:01.76 | Bart Pippenger   | 2:02.00 |
| 1995     | Nelson Mora      | 2:00.38 | Tom Malchow       | 2:00.49 | André Teixeira   | 2:01.95 |
| 1999     | Shamek Pietucha  | 1:59.10 | Steven Brown      | 1:59.52 | Devin Howard     | 1:59.82 |
| 2003     | Michael Raab     | 1:57.33 | Kaio de Almeida   | 1:58.10 | Pedro Monteiro   | 1:59.38 |
| 2007     | Kaio de Almeida  | 1:55.45 | Eddie Erazo       | 1:57.07 | Juan José Veloz  | 1:58.43 |
| 2011     | Leonardo De Deus | 1:57.92 | Daniel Madwed     | 1:58.52 | Kaio de Almeida  | 1:58.78 |
| 2015     | Leonardo de Deus | 1:55.01 | Mauricio Fiol     | 1:55.15 | Zack Chetrat     | 1:56.90 |
| 2019     | Leonardo de Deus | 1'55"86 | Samuel Pomajevich | 1'57"35 | Jonathan Gómez   | 1'57"75 |

### 200m individuale misto
| Edizione | Oro                | Prest.  | Argento         | Prest.  | Bronzo                 | Prest.  |
| -------- | ------------------ | ------- | --------------- | ------- | ---------------------- | ------- |
| 1967     | Doug Russell       | 2:13.22 | William Utley   | 2:13.68 | Sandy Gilchrist        | 2:16.61 |
| 1971     | Steve Furniss      | 2:10.82 | Frank Heckl     | 2:12.11 | Felipe Muñoz           | 2:16.28 |
| 1975     | Steve Furniss      | 2:09.77 | Mike Curington  | 2:10.17 | Bill Sawchuk           | 2:11.63 |
| 1979     | Jesse Vassallo     | 2:03.29 | Graham Smith    | 2:05.86 | Scott Spann            | 2:11.63 |
| 1983     | Ricardo Prado      | 2:04.51 | Bill Barrett    | 2:04.90 | Steve Lundquist        | 2:06.36 |
| 1987     | Bill Stapleton     | 2:03.58 | Paul Wallace    | 2:04.92 | Ricardo Prado          | 2:04.94 |
| 1991     | Ron Karnaugh       | 2:00.92 | Manuel Guzmán   | 2:03.99 | Ray Looze              | 2:04.29 |
| 1995     | Curtis Myden       | 2:01.70 | Greg Burgess    | 2:03.62 | Eric Namesnik          | 2:03.70 |
| 1999     | Curtis Myden       | 2:02.38 | Joe Montague    | 2:03.08 | Owen von Richter       | 2:03.80 |
| 2003     | George Bovell      | 1:59.49 | Thiago Pereira  | 2:02.31 | Eric Donnelly          | 2:02.52 |
| 2007     | Thiago Pereira     | 1:57.79 | Robert Margalis | 2:00.69 | Bradley Ally           | 2:00.96 |
| 2011     | Thiago Pereira     | 1:58.07 | Conor Dwyer     | 1:58.64 | Henrique Rodrigues     | 2:03.41 |
| 2015     | Henrique Rodrigues | 1:57.06 | Thiago Pereira  | 1:57.42 | Joseph Bentz           | 2:00.04 |
| 2019     | William Licon      | 1'59"13 | Caio Pumputis   | 2'00"12 | Leonardo Coelho Santos | 2'00"29 |

### 400m individuale misto
| Edizione | Oro              | Prest.  | Argento                | Prest.  | Bronzo            | Prest.  |
| -------- | ---------------- | ------- | ---------------------- | ------- | ----------------- | ------- |
| 1967     | William Utley    | 4:48.12 | Ken Webb               | 4:50.89 | Sandy Gilchrist   | 4:55.60 |
| 1971     | Steve Furniss    | 4:42.69 | Ricardo Marmolejo      | 4:49.04 | Rick Colella      | 4:49.30 |
| 1975     | Steve Furniss    | 4:40.38 | Rick Colella           | 4:40.91 | Ricardo Marmolejo | 4:43.87 |
| 1979     | Jesse Vassallo   | 4:21.63 | Bill Sawchuk           | 4:30.21 | Alex Baumann      | 4:32.42 |
| 1983     | Ricardo Prado    | 4:21.43 | Jeff Kostoff           | 4:27.99 | Mike O'Brien      | 4:30.45 |
| 1987     | Jerry Frentsos   | 4:23.92 | Jeff Prior             | 4:26.31 | Mike Meldrum      | 4:29.63 |
| 1991     | Alex Kostich     | 4:23.96 | Jody Braden            | 4:26.25 | Jasen Pratt       | 4:26.31 |
| 1995     | Curtis Myden     | 4:18.55 | Eric Namesnik          | 4:19.00 | Iain Mull         | 4:26.32 |
| 1999     | Curtis Myden     | 4:15.52 | Eric Donnelly          | 4:17.86 | Owen von Richter  | 4:19.62 |
| 2003     | Robert Margalis  | 4:19.09 | Eric Donnelly          | 4:19.65 | Thiago Pereira    | 4:19.89 |
| 2007     | Thiago Pereira   | 4:11.14 | Robert Margalis        | 4:17.52 | Keith Beavers     | 4:19.01 |
| 2011     | Thiago Pereira   | 4:16.68 | Conor J Dwyer          | 4:18.22 | Robert Margalis   | 4:24.88 |
| 2015     | Brandonn Almeida | 4:14.47 | Luke Reilly            | 4:16.16 | Max Williamson    | 4:16.91 |
| 2019     | Charlie Swanson  | 4'11"46 | Leonardo Coelho Santos | 4'19"41 | Brandonn Almeida  | 4'21"10 |

### 4×100m stile libero
| Edizione | Oro         | Prest.  | Argento     | Prest.  | Bronzo      | Prest.  |
| -------- | ----------- | ------- | ----------- | ------- | ----------- | ------- |
| 1967     | Stati Uniti | 3:34.08 | Canada      | 3:40.82 | Argentina   | 3:45.50 |
| 1971     | Stati Uniti | 3:32.15 | Canada      | 3:38.15 | Brasile     | 3:42.48 |
| 1975     | Stati Uniti | 3:27.67 | Canada      | 3:36.24 | Messico     | 3:39.17 |
| 1979     | Stati Uniti | 3:23.71 | Canada      | 3:29.64 | Brasile     | 3:30.86 |
| 1983     | Stati Uniti | 3:21.41 | Brasile     | 3:27.59 | Venezuela   | 3:29.06 |
| 1987     | Stati Uniti | 3:19.97 | Canada      | 3:26.09 | Brasile     | 3:27.11 |
| 1991     | Brasile     | 3:23.28 | Canada      | 3:25.39 | Porto Rico  | 3:27.17 |
| 1995     | Stati Uniti | 3:18.60 | Brasile     | 3:20.33 | Venezuela   | 3:25.43 |
| 1999     | Brasile     | 3:17.18 | Stati Uniti | 3:19.00 | Venezuela   | 3:22.21 |
| 2003     | Brasile     | 3:18.66 | Venezuela   | 3:23.14 | Canada      | 3:23.83 |
| 2007     | Brasile     | 3:15.90 | Stati Uniti | 3:16.66 | Venezuela   | 3:18.97 |
| 2011     | Brasile     | 3:14.65 | Stati Uniti | 3:15.62 | Venezuela   | 3:19.92 |
| 2015     | Brasile     | 3:13.66 | Canada      | 3:14.32 | Stati Uniti | 3:16.21 |
| 2019     | Brasile     | 3'12"61 | Stati Uniti | 3:14.94 | Messico     | 3'16"21 |

### 4×200m stile libero
| Edizione | Oro         | Prest.  | Argento     | Prest.  | Bronzo     | Prest.  |
| -------- | ----------- | ------- | ----------- | ------- | ---------- | ------- |
| 1951     | Stati Uniti | 9:00.6  | Brasile     | 9:13.0  | Argentina  | 9:19.5  |
| 1955     | Stati Uniti | 9:00.0  | Argentina   | 9:09.0  | Canada     | 9:12.2  |
| 1959     | Stati Uniti | 8:22.7  | Messico     | 8:56.4  | Canada     | 9:00.4  |
| 1963     | Stati Uniti | 8:16.9  | Canada      | 8:33.0  | Brasile    | 8:41.4  |
| 1967     | Stati Uniti | 8:00.46 | Canada      | 8:07.16 | Argentina  | 8:19.48 |
| 1971     | Stati Uniti | 7:45.82 | Canada      | 8:04.76 | Brasile    | 8:08.42 |
| 1975     | Stati Uniti | 7:50.96 | Canada      | 8:00.91 | Brasile    | 8:02.36 |
| 1979     | Stati Uniti | 7:31.28 | Brasile     | 7:38.92 | Canada     | 7:29.27 |
| 1983     | Stati Uniti | 7:23.63 | Brasile     | 7:32.78 | Venezuela  | 7:33.82 |
| 1987     | Stati Uniti | 7:23.29 | Canada      | 7:29.84 | Brasile    | 7:29.90 |
| 1991     | Stati Uniti | 7:23.39 | Brasile     | 7:28.83 | Porto Rico | 7:29.96 |
| 1995     | Stati Uniti | 7:21.61 | Brasile     | 7:28.70 | Messico    | 7:39.56 |
| 1999     | Stati Uniti | 7:22.29 | Brasile     | 7:22.92 | Canada     | 7:23.02 |
| 2003     | Stati Uniti | 7:18.93 | Brasile     | 7:25.17 | Canada     | 7:27.18 |
| 2007     | Brasile     | 7:12.27 | Stati Uniti | 7:15.00 | Canada     | 7:17.73 |
| 2011     | Stati Uniti | 7:15.07 | Brasile     | 7:21.96 | Venezuela  | 7:23.41 |
| 2015     | Brasile     | 7:11.15 | Stati Uniti | 7:12.20 | Canada     | 7:17.33 |
| 2019     | Brasile     | 7:10.66 | Stati Uniti | 7:14.82 | Messico    | 7:19.43 |

### 4×100m misti
| Edizione | Oro         | Prest.  | Argento     | Prest.  | Bronzo     | Prest.  |
| -------- | ----------- | ------- | ----------- | ------- | ---------- | ------- |
| 1951     | Stati Uniti | 3:16.9  | Argentina   | 3:20.7  | Messico    | 3:22.5  |
| 1955     | Stati Uniti | 4:29.1  | Argentina   | 4:33.4  | Messico    | 4:35.5  |
| 1959     | Stati Uniti | 4:14.9  | Canada      | 4:23.3  | Messico    | 4:35.5  |
| 1963     | Stati Uniti | 4:05.6  | Argentina   | 4:17.3  | Canada     | 4:25.0  |
| 1967     | Stati Uniti | 3:59.31 | Canada      | 4:04.29 | Brasile    | 4:17.5  |
| 1971     | Stati Uniti | 3:56.08 | Canada      | 4:00.53 | Brasile    | 4:06.64 |
| 1975     | Stati Uniti | 3:53.81 | Canada      | 3:58.95 | Brasile    | 3:59.05 |
| 1979     | Stati Uniti | 3:47.40 | Canada      | 3:50.02 | Porto Rico | 3:54.63 |
| 1983     | Stati Uniti | 3:40.42 | Canada      | 3:48.10 | Venezuela  | 3:50.52 |
| 1987     | Stati Uniti | 3:43.65 | Canada      | 3:49.77 | Brasile    | 3:50.29 |
| 1991     | Stati Uniti | 3:42.84 | Porto Rico  | 3:45.78 | Cuba       | 3:45.96 |
| 1995     | Stati Uniti | 3:41.24 | Brasile     | 3:43.93 | Canada     | 3:45.10 |
| 1999     | Brasile     | 3:40.27 | Stati Uniti | 3:40.57 | Canada     | 3:41.04 |
| 2003     | Stati Uniti | 3:37.27 | Brasile     | 3:40.02 | Canada     | 3:40.12 |
| 2007     | Stati Uniti | 3:34.37 | Brasile     | 3:35.81 | Canada     | 3:38.16 |
| 2011     | Brasile     | 3:34.58 | Stati Uniti | 3:37.17 | Argentina  | 3:44.51 |
| 2015     | Brasile     | 3:32.68 | Stati Uniti | 3:33.63 | Canada     | 3:34.40 |
| 2019     | Stati Uniti | 3'30"25 | Brasile     | 3'30"98 | Argentina  | 3'38"21 |

### 10km maratona
| Edizione | Oro                | Prest.    | Argento           | Prest.    | Bronzo            | Prest.    |
| -------- | ------------------ | --------- | ----------------- | --------- | ----------------- | --------- |
| 2007     | Fran Crippen       | 2:02:24.1 | Chip Peterson     | 2:02:29.2 | Allan do Carmo    | 2:03:53.7 |
| 2011     | Richard Weinberger | 1:57:31.0 | Arthur Frayler    | 1:57:31.3 | Guillermo Bertola | 1:57:33.9 |
| 2015     | Chip Peterson      | 1:54:03.6 | David Heron       | 1:54:07.4 | Esteban Enderica  | 1:54:09.2 |
| 2019     | Esteban Enderica   | 1:53'46"7 | Guillermo Bertola | 1:54'00"0 | Taylor Abbott     | 1:54'02"7 |

## Donne

### 50m stile libero
| Edizione | Oro                        | Prest. | Argento             | Prest. | Bronzo           | Prest. |
| -------- | -------------------------- | ------ | ------------------- | ------ | ---------------- | ------ |
| 1987     | Jenny Thompson             | 26.09  | Silvia Poll         | 26.32  | Jeanne Doolan    | 26.34  |
| 1991     | Kristin Topham             | 26.01  | Heather Hageman     | 26.26  | Allison Bock     | 26.45  |
| 1995     | Angel Martino              | 25.40  | Shannon Shakespeare | 26.19  | Andrea Moody     | 26.54  |
| 1999     | Tammie Spatz               | 25.50  | Eileen Coparropa    | 25.78  | Laura Nicholls   | 26.10  |
| 2003     | Kara Lynn Joyce            | 25.24  | Flávia Delaroli     | 25.44  | Eileen Coparropa | 25.62  |
| 2007     | Arlene Semeco              | 25.14  | Vanessa García      | 25.22  | Flávia Delaroli  | 25.46  |
| 2011     | Lara Jackson               | 25.09  | Graciele Herrmann   | 25.23  | Madison Kennedy  | 25.24  |
| 2015     | Arianna Vanderpool-Wallace | 24.38  | Etiene Medeiros     | 24.55  | Natalie Coughlin | 24.66  |
| 2019     | Etiene Medeiros            | 24"88  | Margo Geer          | 25"03  | Madison Kennedy  | 25"14  |

### 100m stile libero
| Edizione | Oro                   | Prest.  | Argento                             | Prest.  | Bronzo                     | Prest.  |
| -------- | --------------------- | ------- | ----------------------------------- | ------- | -------------------------- | ------- |
| 1951     | Sharon Geary          | 1:08:4  | Jackie LaVine                       | 1:09.9  | Ana María Schultz          | 1:10.7  |
| 1955     | Helen Stewart         | 1:07.7  | Wanda Werner                        | 1:07.7  | Virginia Grant             | 1:08.3  |
| 1959     | Chris von Saltza      | 1:03.8  | Molly Botkin                        | 1:05.7  | Joan Spillane              | 1:05.8  |
| 1963     | Terri Stickles        | 1:02.8  | Mary Stewart                        | 1:03.3  | Kathleen Ellis             | 1:03.5  |
| 1967     | Erika Bricker         | 1:00.89 | Marion Lay                          | 1:01.02 | Lillian Watson             | 1:01.54 |
| 1971     | Sandy Neilson         | 1:00.60 | Angela Coughlan                     | 1:01.15 | Karen James                | 1:01.88 |
| 1975     | Kim Peyton            | 58.24   | Jill Sterkel                        | 58.57   | Jill Quirk                 | 58.92   |
| 1979     | Cynthia Woodhead      | 56.22   | Jill Sterkel                        | 56.24   | Gail Amundrud              | 57.79   |
| 1983     | Carrie Steinseifer    | 56.92   | Jane Kerr                           | 57.51   | Kathy Bald                 | 57.76   |
| 1987     | Silvia Poll           | 56.39   | Sara Linke                          | 57.30   | Jenny Thompson             | 57.46   |
| 1991     | Ashley Tappin         | 56.51   | Megan Oesting                       | 57.14   | Kristin Topham             | 57.63   |
| 1995     | Angel Martino         | 55.62   | Amy Van Dyken                       | 55.92   | Marianne Limpert           | 56.80   |
| 1999     | Laura Nicholls        | 56.25   | Tammie Spatz                        | 56.44   | Marianne Limpert           | 56.69   |
| 2003     | Courtney Shealy       | 55.61   | Christina Swindle Florencia Szigeti | 55.92   | Non assegnata              |         |
| 2007     | Arlene Semeco         | 55.17   | Flávia Delaroli                     | 55.78   | Vanessa García             | 55.84   |
| 2011     | Amanda Kendall        | 54.75   | Erika Erndl                         | 55.04   | Arlene Semeco              | 55.43   |
| 2015     | Chantal van Landeghem | 54.83   | Natalie Coughlin                    | 54.06   | Arianna Vanderpool-Wallace | 54.15   |
| 2019     | Margo Geer            | 54.17   | Alexia Zevnik                       | 55.04   | Larissa Oliveira           | 55.25   |

### 200m stile libero
| Edizione | Oro               | Prest.  | Argento           | Prest.  | Bronzo           | Prest.  |
| -------- | ----------------- | ------- | ----------------- | ------- | ---------------- | ------- |
| 1951     | Ana María Schultz | 2:32.4  | Betty Brey        | 2:33.3  | Eileen Holt      | 2:36.5  |
| 1955     | Wanda Werner      | 2:32.5  | Liliana Gonzalias | 2:32.9  | Gilda Aranda     | 2:33.6  |
| 1959     | Chris von Saltza  | 2:18.5  | Shirley Stobs     | 2:22.9  | Joan Spillane    | 2:23.0  |
| 1963     | Robyn Johnson     | 2:17.5  | Terri Stickles    | 2:18.4  | Lynne Pomfret    | 2:28.4  |
| 1967     | Pam Kruse         | 2:11.91 | Marion Lay        | 2:14.68 | Angela Coughlan  | 2:15.66 |
| 1971     | Kim Peyton        | 2:09.62 | Angela Coughlan   | 2:10.56 | Olga de Ángulo   | 2:14.34 |
| 1975     | Kim Peyton        | 2:04.57 | Gail Amundrud     | 2:05.87 | Anne Jardin      | 2:07.68 |
| 1979     | Cynthia Woodhead  | 1:58.43 | Kim Linehan       | 2:01.92 | Gail Amundrud    | 2:03.38 |
| 1983     | Cynthia Woodhead  | 2:01.33 | Mary Wayte        | 2:02.21 | Julie Daigneault | 2:02.36 |
| 1987     | Silvia Poll       | 2:00.02 | Whitney Hedgepeth | 2:02.06 | Sara Linke       | 2:04.00 |
| 1991     | Lisa Jacob        | 2:02.06 | Barbara Metz      | 2:02.92 | Kim Paton        | 2:04.73 |
| 1995     | Cristina Teuscher | 2:01.49 | Marianne Limpert  | 2:02.05 | Dady Vincent     | 2:03.37 |
| 1999     | Jessica Deglau    | 2:00.65 | Janelle Atkinson  | 2:01.11 | Talor Bendel     | 2:03.18 |
| 2003     | Dana Vollmer      | 1:59.80 | Colleen Lanné     | 2:01.98 | Mariana Brochado | 2:02.08 |
| 2007     | Ava Ohlgren       | 2:00.03 | Stephanie Horner  | 2:00.29 | Monique Ferreira | 2:01.38 |
| 2011     | Catherine Breed   | 2:00.08 | Chelsea Nauta     | 2:00.62 | Andreína Pinto   | 2:00.79 |
| 2015     | Allison Schmitt   | 1:56.23 | Emily Overholt    | 1:57.55 | Manuella Lyrio   | 1:58.03 |
| 2019     | Claire Rasmus     | 1'58"64 | Meaghan Raab      | 1'58"70 | Larissa Oliveira | 1'59"78 |

### 400m stile libero
| Edizione | Oro                 | Prest.  | Argento            | Prest.  | Bronzo            | Prest.  |
| -------- | ------------------- | ------- | ------------------ | ------- | ----------------- | ------- |
| 1951     | Ana María Schultz   | 5:26.7  | Carolyn Green      | 5:33.1  | Piedade Coutinho  | 5:33.6  |
| 1955     | Beth Whittall       | 5:32.4  | Carolyn Green      | 5:34.7  | Carol Tait        | 5:34.9  |
| 1959     | Chris von Saltza    | 4:55.9  | Sylvia Ruuska      | 5:03.4  | Donna Graham      | 5:03.5  |
| 1963     | Sharon Finneran     | 4:52.7  | Robyn Johnson      | 4:56.1  | Lynne Pomfret     | 5:20.4  |
| 1967     | Debbie Meyer        | 4:32.64 | Pam Kruse          | 4:42.81 | Angela Coughlan   | 4:48.88 |
| 1971     | Ann Simmons         | 4:26.19 | Jill Strong        | 4:36.15 | Angela Coughlan   | 4:38.86 |
| 1975     | Kathy Heddy         | 4:23.00 | Kathie Wickstrand  | 4:27.66 | Michele Oliver    | 4:30.20 |
| 1979     | Cynthia Woodhead    | 4:10.56 | Tracy Caulkins     | 4:16.13 | Wendy Quirk       | 4:17.34 |
| 1983     | Tiffany Cohen       | 4:12.27 | Cynthia Woodhead   | 4:14.07 | Julie Daigneault  | 4:19.91 |
| 1987     | Julie Martin        | 4:11.87 | Barbara Metz       | 4:13.25 | Megan Holliday    | 4:20.78 |
| 1991     | Jane Skillman       | 4:13.69 | Barbara Metz       | 4:16.90 | Tara-Lynn Seymour | 4:22.15 |
| 1995     | Brooke Bennett      | 4:11.78 | Cristina Teuscher  | 4:13.97 | Katie Brambley    | 4:18.74 |
| 1999     | Kaitlin Sandeno     | 4:10.74 | Janelle Atkinson   | 4:10.83 | Joanne Malar      | 4:12.64 |
| 2003     | Elizabeth Hill      | 4:10.18 | Morgan Hentzen     | 4:13.03 | Monique Ferreira  | 4:14.21 |
| 2007     | Jessica Rodriquez   | 4:12.22 | Patricia Castañeda | 4:13.34 | Corinne Showalter | 4:13.72 |
| 2011     | Gillian Ryan        | 4:11.58 | Andreína Pinto     | 4:11.81 | Kristel Köbrich   | 4:13.31 |
| 2015     | Emily Overholt      | 4:08.42 | Andreína Pinto     | 4:08.67 | Gillian Ryan      | 4:09.46 |
| 2019     | Delfina Pignatiello | 4'10"86 | Danica Ludlow      | 4'11"97 | Alyson Ackman     | 4'12"05 |

### 800m stile libero
| Edizione | Oro                 | Prest.   | Argento            | Prest.  | Bronzo               | Prest.  |
| -------- | ------------------- | -------- | ------------------ | ------- | -------------------- | ------- |
| 1967     | Debbie Meyer        | 9:22.86  | Susan Pedersen     | 9:38.37 | Angela Coughlan      | 9:48.56 |
| 1971     | Cathy Calhoun       | 9:15.19  | Cynthia Enze       | 9:32.15 | María Teresa Ramírez | 9:44.32 |
| 1975     | Wendy Weinberg      | 9:05.57  | Mary Montgomery    | 9:06.70 | Janice Stenhouse     | 9:17.87 |
| 1979     | Kim Linehan         | 8:39.82  | Jennifer Hooker    | 8:50.71 | Barbara Shockey      | 8:54.82 |
| 1983     | Tiffany Cohen       | 8:35.42  | Marybeth Linzmeier | 8:41.26 | Julie Daigneault     | 8:59.52 |
| 1987     | Tami Bruce          | 8:34.72  | Deborah Babashoff  | 8:42.77 | Megan Holliday       | 8:52.60 |
| 1991     | Jane Skillman       | 8:43.26  | Lisa Jacob         | 8:51.36 | Tara-Lynn Seymour    | 8:52.33 |
| 1995     | Trina Jackson       | 8:35.42  | Brooke Bennett     | 8:47.99 | Alicia Barrancos     | 8:49.57 |
| 1999     | Kaitlin Sandeno     | 8:34.65  | Janelle Atkinson   | 8:39.51 | Lindsay Beavers      | 8:44.21 |
| 2003     | Morgan Hentzen      | 8:36.54  | Rachael Burke      | 8:37.61 | Kristel Köbrich      | 8:43.90 |
| 2007     | Caroline Burckle    | 8:35.10  | Patricia Castañeda | 8:38.92 | Savannah King        | 8:39.36 |
| 2011     | Kristel Köbrich     | 8:34.71  | Ashley Twichell    | 8:38.38 | Andreína Pinto       | 8:44.55 |
| 2015     | Sierra Schmidt      | 8:27.54  | Kristel Köbrich    | 8:29.79 | Andreína Pinto       | 8:31.08 |
| 2019     | Delfina Pignatiello | 8'29"42' | Mariah Denigan     | 8'34"18 | Viviane Jungblut     | 8'36"04 |

### 1500m stile libero
| Edizione | Oro                 | Prest.   | Argento         | Prest.   | Bronzo       | Prest.   |
| -------- | ------------------- | -------- | --------------- | -------- | ------------ | -------- |
| 2019     | Delfina Pignatiello | 16:16.54 | Kristel Köbrich | 16:18.19 | Rebecca Mann | 16:23.23 |

### 100m dorso
| Edizione | Oro               | Prest.  | Argento          | Prest.  | Bronzo             | Prest.  |
| -------- | ----------------- | ------- | ---------------- | ------- | ------------------ | ------- |
| 1951     | Maureen O'Brien   | 1:18.5  | Sheila Donahue   | 1:20.5  | Magda Bruggeman    | 1:21.4  |
| 1955     | Leonore Fisher    | 1:16.7  | Coralie O'Connor | 1:17.8  | Cynthia Gill       | 1:17.9  |
| 1959     | Carin Cone        | 1:12.2  | Sara Barber      | 1:12.3  | Christine Kluter   | 1:12.4  |
| 1963     | Nina Harmer       | 1:11.5  | Cathy Ferguson   | 1:13.1  | Eileen Weir        | 1:14.5  |
| 1967     | Elaine Tanner     | 1:07.32 | Kaye Hall        | 1:09.76 | Shirley Cazalet    | 1:11.33 |
| 1971     | Donna Gurr        | 1:07.18 | Susie Atwood     | 1:07.51 | Jill Hlay          | 1:08.49 |
| 1975     | Lynn Chénard      | 1:06.59 | Rosemary Boone   | 1:07.18 | Jenny Kemp         | 1:07.29 |
| 1979     | Linda Jezek       | 1:03.33 | Cheryl Gibson    | 1:05.17 | Teresa Rivera      | 1:06.87 |
| 1983     | Susan Walsh       | 1:02.48 | Joan Pennington  | 1:03.63 | Barbara McBain     | 1:05.38 |
| 1987     | Silvia Poll       | 1:02.18 | Holly Green      | 1:03.15 | Michelle Donahue   | 1:03.30 |
| 1991     | Silvia Poll       | 1:03.15 | Nikki Dryden     | 1:03.64 | Jodi Wilson        | 1:03.78 |
| 1995     | BJ Bedford        | 1:01.71 | Kristy Heydanek  | 1:03.10 | Fabíola Molina     | 1:04.85 |
| 1999     | Kelly Stefanyshyn | 1:02.14 | Denali Knapp     | 1:02.45 | Beth Botsford      | 1:02.48 |
| 2003     | Diana MacManus    | 1:02.50 | Courtney Shealy  | 1:02.74 | Gisela Morales     | 1:04.56 |
| 2007     | Julia Smit        | 1:02.01 | Fabíola Molina   | 1:02.18 | Elizabeth Wycliffe | 1:02.46 |
| 2011     | Rachel Bootsma    | 1:00.37 | Elizabeth Pelton | 1:01.12 | Fernanda González  | 1:02.00 |
| 2015     | Etiene Medeiros   | 59.61   | Olivia Smoliga   | 1:00.06 | Clara Smiddy       | 1:00.49 |
| 2019     | Phoebe Bacon      | 59"47   | Danielle Hanus   | 1'00"34 | Etiene Medeiros    | 1'00"67 |

### 200m dorso
| Edizione | Oro               | Prest.  | Argento            | Prest.  | Bronzo             | Prest.  |
| -------- | ----------------- | ------- | ------------------ | ------- | ------------------ | ------- |
| 1967     | Elaine Tanner     | 2:24.55 | Kendis Moore       | 2:30.38 | Cathy Ferguson     | 2:32.48 |
| 1971     | Donna Gurr        | 2:24.73 | Susie Atwood       | 2:26.48 | Barbara Darby      | 2:30.73 |
| 1975     | Donna Wennerstrom | 2:19.93 | Lynn Chénard       | 2:21.26 | Cheryl Gibson      | 2:22.68 |
| 1979     | Linda Jezek       | 2:16.07 | Cheryl Gibson      | 2:17.58 | Libby Kinkead      | 2:20.19 |
| 1983     | Amy White         | 2:15.66 | Susan Walsh        | 2:15.94 | Barbara McBain     | 2:18.93 |
| 1987     | Katie Welch       | 2:13.65 | Silvia Poll        | 2:14.18 | Holly Green        | 2:14.75 |
| 1991     | Diana Trimble     | 2:15.80 | Nikki Dryden       | 2:16.13 | Joanne Malar       | 2:16.36 |
| 1995     | BJ Bedford        | 2:12.98 | Rachel Joseph      | 2:14.74 | Joanne Malar       | 2:16.67 |
| 1999     | Denali Knapp      | 2:12.48 | Beth Botsford      | 2:12.95 | Kelly Stefanyshyn  | 2:13.24 |
| 2003     | Jamie Reid        | 2:13.89 | Diana MacManus     | 2:15.39 | Gisela Morales     | 2:16.19 |
| 2007     | Teresa Crippen    | 2:10.57 | Julia Smit         | 2:11.18 | Elizabeth Wycliffe | 2:13.29 |
| 2011     | Elizabeth Pelton  | 2:08.99 | Bonnie Brandon     | 2:12.57 | Fernanda González  | 2:13.56 |
| 2015     | Hilary Caldwell   | 2.08.22 | Dominique Bouchard | 2:09.74 | Clara Smiddy       | 2:11.47 |
| 2019     | Alexandra Walsh   | 2'08"30 | Isabelle Stadden   | 2'08"39 | Mackenzie Glover   | 2'10"95 |

### 100m rana
| Edizione | Oro               | Prest.  | Argento           | Prest.  | Bronzo            | Prest.  |
| -------- | ----------------- | ------- | ----------------- | ------- | ----------------- | ------- |
| 1967     | Catie Ball        | 1:14.80 | Ana María Norbis  | 1:15.95 | Cynthia Goyette   | 1:19.39 |
| 1971     | Sylvia Dockerill  | 1:18.63 | Linda Kurtz       | 1:19.30 | Lynn Colella      | 1:19.72 |
| 1975     | Lauri Siering     | 1:15.17 | Marcia Morey      | 1:16.25 | Marion Stuart     | 1:16.40 |
| 1979     | Tami Paumier      | 1:12.20 | Tracy Caulkins    | 1:12.52 | Anne Gagnon       | 1:14.38 |
| 1983     | Anne Ottenbrite   | 1:10.63 | Kathy Bald        | 1:11.98 | Kim Rhodenbaugh   | 1:12.16 |
| 1987     | Keltie Duggan     | 1:12.46 | Lori Heisick      | 1:12.52 | Terri Baxter      | 1:12.99 |
| 1991     | Dorsey Tierney    | 1:10.30 | Lydia Morrow      | 1:11.00 | Lisa Flood        | 1:11.75 |
| 1995     | Lisa Flood        | 1:10.36 | Guylaine Cloutier | 1:10.44 | Kelli King-Bednar | 1:11.44 |
| 1999     | Staciana Stitts   | 1:09.16 | Kristen Woodring  | 1:09.65 | Lauren van Oosten | 1:10.06 |
| 2003     | Staciana Stitts   | 1:09.01 | Corrie Clark      | 1:10.09 | Kathleen Stoody   | 1:10.56 |
| 2007     | Michelle McKeehan | 1:08.49 | Annamay Pierse    | 1:08.72 | Elizabeth Tinnon  | 1:09.18 |
| 2011     | Annie Chandler    | 1:07.90 | Ashley Wanland    | 1:08.55 | Ashley McGregor   | 1:08.96 |
| 2015     | Katie Meili       | 1:06.26 | Alia Atkinson     | 1:06.59 | Rachel Nichol     | 1:07.91 |
| 2019     | Anne Lazor        | 1'06"94 | Julia Sebastián   | 1'07"09 | Faith Knelson     | 1'07"42 |

### 200m rana
| Edizione | Oro               | Prest.  | Argento               | Prest.  | Bronzo            | Prest.  |
| -------- | ----------------- | ------- | --------------------- | ------- | ----------------- | ------- |
| 1951     | Dorotea Turnbull  | 3:08.4  | Beatriz Rohde         | 3:10.3  | Carol Pence       | 3:14.7  |
| 1955     | Mary Lou Elsenius | 3:08.4  | Mary Jane Sears       | 3:09.0  | Beatriz Rohde     | 3:09.4  |
| 1959     | Anne Warner       | 2:56.8  | Patty Kemper          | 3:00.1  | Anne Brancroft    | 3:01.3  |
| 1963     | Alice Driscoll    | 2:56.2  | Roby Whipple          | 2:57.7  | Marjon Wilmink    | 3:00.0  |
| 1967     | Catie Ball        | 2:42.18 | Claudia Kolb          | 2:48.93 | Ana María Norbis  | 2:52.11 |
| 1971     | Lynn Colella      | 2:50.03 | Jane Wright           | 2:50.96 | Leonor Urueta     | 2:52.72 |
| 1975     | Lauri Siering     | 2:42.35 | Joann Baker           | 2:42.96 | Marcia Morey      | 2:45.58 |
| 1979     | Anne Gagnon       | 2:35.75 | Joanne Bédard         | 2:40.22 | Patricia Speeds   | 2:40.79 |
| 1983     | Kathy Bald        | 2:35.53 | Susan Rapp            | 2:37.91 | Kim Rhodenbaugh   | 2:39.03 |
| 1987     | Dorsey Tierney    | 2:36.87 | Alicia María Boscatto | 2:37.09 | Kathy Smith       | 2:37.57 |
| 1991     | Dorsey Tierney    | 2:28.69 | Chantal Dubois        | 2:33.62 | Lisa Flood        | 2:34.08 |
| 1995     | Lisa Flood        | 2:31.33 | Guylaine Cloutier     | 2:32.43 | Anita Nall        | 2:32.82 |
| 1999     | Lauren van Oosten | 2:30.36 | Annemieke McReynolds  | 2:30.53 | Katie Yevak       | 2:32.85 |
| 2003     | Jamie Reid        | 2:13.89 | Diana MacManus        | 2:15.39 | Gisela Morales    | 2:16.19 |
| 2007     | Caitlin Leverenz  | 2:25.62 | Annamay Pierse        | 2:26.79 | Keri Hehn         | 2:28.20 |
| 2011     | Ashley McGregor   | 2:28.04 | Haley Spencer         | 2:29.30 | Michelle McKeehan | 2:30.51 |
| 2015     | Kierra Smith      | 2:24.38 | Martha McCabe         | 2:24.51 | Annie Lazor       | 2:26.24 |
| 2019     | Anne Lazor        | 2'21"40 | Bethany Galat         | 2'21"84 | Julia Sebastián   | 2'25"43 |

### 100m farfalla
| Edizione | Oro             | Prest.  | Argento             | Prest.  | Bronzo             | Prest.  |
| -------- | --------------- | ------- | ------------------- | ------- | ------------------ | ------- |
| 1955     | Beth Whittall   | 1:16.2  | Betty Brey          | 1:16.5  | Shelley Mann       | 1:17.7  |
| 1959     | Becky Collins   | 1:09.5  | Nancy Ramey         | 1:10.4  | Molly Botkin       | 1:12.3  |
| 1963     | Kathleen Ellis  | 1:07.6  | Mary Stewart        | 1:08.9  | Kim Worley         | 1:11.6  |
| 1967     | Ellie Daniel    | 1:05.24 | Elaine Tanner       | 1:05.35 | Marilyn Corson     | 1:07.68 |
| 1971     | Deena Deardurff | 1:06.22 | Leslie Cliff        | 1:07.77 | Lucy Burle         | 1:08.79 |
| 1975     | Camille Wright  | 2:18.57 | Peggy Tosdal        | 1:03.37 | Wendy Quirk        | 1:05.07 |
| 1979     | Jill Sterkel    | 1:00.53 | Lisa Buese          | 1:00.59 | Nancy Garapick     | 1:02.96 |
| 1983     | Laurie Lehner   | 1:01.14 | Michelle MacPherson | 1:01.63 | Patty King         | 1:01.96 |
| 1987     | Janel Jorgensen | 1:01.28 | Kristen Elias       | 1:01.54 | Robin Ruggiero     | 1:03.67 |
| 1991     | Diana Trimble   | 2:15.80 | Nikki Dryden        | 2:16.13 | Joanne Malar       | 2:16.36 |
| 1995     | Amy Van Dyken   | 1:00.71 | Gabrielle Rose      | 1:01.67 | Angie Wester-Krieg | 1:02.79 |
| 1999     | Karen Campbell  | 1:00.05 | Jessica Deglau      | 1:00.70 | Karine Chevrier    | 1:01.15 |
| 2003     | Bettany Goodwin | 59.97   | Audrey Lacroix      | 1:00.18 | Dana Kirk          | 1:00.51 |
| 2007     | Kathleen Hersey | 59.21   | Sam Woodward        | 59.98   | Gabriella Silva    | 1:00.50 |
| 2011     | Claire Donahue  | 58.73   | Daynara de Paula    | 59.30   | Elaine Breeden     | 59.81   |
| 2015     | Kelsi Worrell   | 57.78   | Noemie Thomas       | 58.00   | Katerine Savard    | 58.05   |
| 2019     | Kendyl Stewart  | 58"49   | Danielle Hanus      | 58"93   | Sarah Gibson       | 59"11   |

### 200m farfalla
| Edizione | Oro              | Prest.  | Argento            | Prest.  | Bronzo           | Prest.   |
| -------- | ---------------- | ------- | ------------------ | ------- | ---------------- | -------- |
| 1967     | Claudia Kolb     | 2:25.49 | Lee Davis          | 2:26.74 | Marilyn Corson   | 2:30.54  |
| 1971     | Lynn Colella     | 2:23.11 | Alice Jones        | 2:28.10 | Susan Smith      | 2:32.60  |
| 1975     | Camille Wright   | 2:18.57 | Cheryl Gibson      | 2:21.95 | Rosemary Ribeiro | 2:22.47  |
| 1979     | Mary T. Meagher  | 2:09.77 | Karinne Miller     | 2:15.05 | Nancy Garapick   | 2:16.40  |
| 1983     | Mary T. Meagher  | 2:10.06 | Tracy Caulkins     | 2:14.15 | Marie Moore      | 2:14.51  |
| 1987     | Kara McGrath     | 2:12.54 | Michelle Griglione | 2:15.03 | Shay McNicol     | 2:17.78  |
| 1991     | Susan Gottlieb   | 2:12.35 | Angie Wester-Krieg | 2:14.55 | Beth Hazel       | 2:14.91  |
| 1995     | Trina Jackson    | 2:12.37 | Michelle Griglione | 2:14.94 | María Pereyra    | 2:18.52  |
| 1999     | Jessica Deglau   | 2:09.64 | Jennifer Button    | 2:12.09 | Kalyn Keller     | 2:14.60  |
| 2003     | Audrey Lacroix   | 2:11.02 | Noelle Bassi       | 2:12.81 | Dana Kirk        | 2:12.85  |
| 2007     | Kathleen Hersey  | 2:07.64 | Courtney Kalisz    | 2:12.75 | Daiene Dias      | 2:13.35  |
| 2011     | Kim Vandenberg   | 2:10.54 | Lyndsay De Paul    | 2:12.34 | Rita Medrano     | 2:12.43  |
| 2015     | Audrey Lacroix   | 2:07.83 | Katherine Mills    | 2:09.31 | Joanna Maranhão  | 4:09.038 |
| 2019     | Virginia Bardach | 2'10"87 | Mary-Sophie Harvey | 2'11"68 | Meghan Small     | 2'12"51  |

### 200m misti
| Edizione | Oro              | Prest.  | Argento             | Prest.  | Bronzo           | Prest.  |
| -------- | ---------------- | ------- | ------------------- | ------- | ---------------- | ------- |
| 1967     | Claudia Kolb     | 2:26.06 | Susan Pedersen      | 2:30.91 | Sandra Dowler    | 2:36.18 |
| 1971     | Leslie Cliff     | 2:30.03 | Susie Atwood        | 2:30.29 | Cindy Plaisted   | 2:33.23 |
| 1975     | Kathy Heddy      | 2:22.22 | Jennie Franks       | 2:23.37 | Cheryl Gibson    | 2:24.22 |
| 1979     | Tracy Caulkins   | 2:16.11 | Nancy Garapick      | 2:19.36 | Anne Tweedy      | 2:20.33 |
| 1983     | Tracy Caulkins   | 2:16.22 | Michelle MacPherson | 2:18.22 | Susan Rapp       | 2:18.76 |
| 1987     | Susan Habermas   | 2:18.22 | Catherine Ritch     | 2:20.06 | Karin Helmstaedt | 2:21.59 |
| 1991     | Lisa Summers     | 2:16.86 | Joanne Malar        | 2:19.14 | Jennifer Toton   | 2:19.56 |
| 1995     | Joanne Malar     | 2:15.66 | Marianne Limpert    | 2:16.13 | Alison Fealey    | 2:17.14 |
| 1999     | Joanne Malar     | 2:14.18 | Maggie Bowen        | 2:15.26 | Marianne Limpert | 2:15.80 |
| 2003     | Joanne Malar     | 2:15.93 | Maggie Bowen        | 2:16.78 | Marianne Limpert | 2:17.33 |
| 2007     | Julia Smit       | 2:13.07 | Emily Kukors        | 2:13.88 | Stephanie Horner | 2:15.42 |
| 2011     | Julia Smit       | 2:13.73 | Alia Atkinson       | 2:14.75 | Joanna Maranhão  | 2:15.08 |
| 2015     | Caitlin Leverenz | 2:10.51 | Meghan Small        | 2:11.26 | Sydney Pickrem   | 2:11.29 |
| 2019     | Alexandra Walsh  | 2'11"24 | Meghan Small        | 2'11"36 | Bailey Andison   | 2'14"14 |

### 400m misti
| Edizione | Oro              | Prest.  | Argento          | Prest.  | Bronzo              | Prest.  |
| -------- | ---------------- | ------- | ---------------- | ------- | ------------------- | ------- |
| 1967     | Claudia Kolb     | 5:09.68 | Susan Pedersen   | 5:21.57 | Marilyn Corson      | 5:36.75 |
| 1971     | Leslie Cliff     | 5:13.31 | Cindy Plaisted   | 5:13.64 | Susie Atwood        | 5:13.75 |
| 1975     | Kathy Heddy      | 5:06.05 | Cheryl Gibson    | 5:06.87 | Jennie Franks       | 5:08.68 |
| 1979     | Tracy Caulkins   | 4:46.05 | Anne Tweedy      | 4:47.19 | Nancy Garapick      | 4:53.37 |
| 1983     | Tracy Caulkins   | 4:51.82 | Polly Winde      | 4:54.11 | Michelle MacPherson | 4:54.86 |
| 1987     | Tami Bruce       | 4:49.34 | Katie Welch      | 4:51.32 | Karin Helmstaedt    | 4:57.04 |
| 1991     | Amy Shaw         | 4:50.39 | Joanne Malar     | 4:51.27 | Brandy Wood         | 4:52.38 |
| 1995     | Joanne Malar     | 4:43.64 | Alison Fealey    | 4:48.31 | Jenny Kurth         | 4:57.24 |
| 1999     | Joanne Malar     | 4:38.46 | Maggie Bowen     | 4:49.22 | Carolyn Adel        | 4:50.41 |
| 2003     | Georgina Bardach | 4:43.40 | Kristen Caverly  | 4:46.18 | Joanna Maranhão     | 4:46.38 |
| 2007     | Kathleen Hersey  | 4:44.08 | Teresa Crippen   | 4:46.18 | Georgina Bardach    | 4:47.46 |
| 2011     | Julia Smit       | 4:46.15 | Joanna Maranhão  | 4:46.33 | Allysa Vavra        | 4:48.05 |
| 2015     | Caitlin Leverenz | 4:35.46 | Sydney Pickrem   | 4:38.03 | Joanna Maranhão     | 4:38.07 |
| 2019     | Tessa Cieplucha  | 4'39"90 | Virginia Bardach | 4'41"05 | Mary-Sophie Harvey  | 4'43"20 |

### 4×100m stile libero
| Edizione | Oro         | Prest.  | Argento     | Prest.  | Bronzo     | Prest.  |
| -------- | ----------- | ------- | ----------- | ------- | ---------- | ------- |
| 1951     | Stati Uniti | 4:37.1  | Argentina   | 4:48.1  | Brasile    | 5:03.6  |
| 1955     | Stati Uniti | 4:31.8  | Canada      | 4:38.1  | Argentina  | 4:43.7  |
| 1959     | Stati Uniti | 4:17.5  | Canada      | 4:31.9  | Messico    | 4:37.0  |
| 1963     | Stati Uniti | 4:15.7  | Canada      | 4:31.7  | Brasile    | 4:34.3  |
| 1967     | Stati Uniti | 4:04.57 | Canada      | 4:09.73 | Porto Rico | 4:26.56 |
| 1971     | Stati Uniti | 4:04.20 | Canada      | 4:10.52 | Brasile    | 4:15.24 |
| 1975     | Stati Uniti | 3:53.31 | Canada      | 3:54.95 | Brasile    | 4:12.20 |
| 1979     | Stati Uniti | 3:45.82 | Canada      | 3:50.18 | Messico    | 4:02.05 |
| 1983     | Stati Uniti | 3:46.46 | Canada      | 3:49.49 | Messico    | 4:00.43 |
| 1987     | Stati Uniti | 3:48.68 | Canada      | 3:52.25 | Costa Rica | 3:55.43 |
| 1991     | Stati Uniti | 3:48.88 | Canada      | 3:52.29 | Brasile    | 3:52.92 |
| 1995     | Stati Uniti | 3:44.71 | Canada      | 3:49.26 | Brasile    | 3:52.85 |
| 1999     | Canada      | 3:45.07 | Stati Uniti | 3:45.72 | Brasile    | 3:50.37 |
| 2003     | Stati Uniti | 3:41.93 | Canada      | 3:46.65 | Brasile    | 3:47.05 |
| 2007     | Stati Uniti | 3:41.97 | Canada      | 3:46.23 | Venezuela  | 3:52.87 |
| 2011     | Stati Uniti | 3:40.66 | Brasile     | 3:44.62 | Canada     | 3:48.37 |
| 2015     | Canada      | 3:36.80 | Stati Uniti | 3:37.01 | Brasile    | 3:37.39 |
| 2019     | Stati Uniti | 3:39.59 | Brasile     | 3:40.39 | Canada     | 3:41.01 |

### 4×200m stile libero
| Edizione | Oro         | Prest.  | Argento     | Prest.  | Bronzo    | Prest.  |
| -------- | ----------- | ------- | ----------- | ------- | --------- | ------- |
| 1987     | Stati Uniti | 8:13.34 | Costa Rica  | 8:24.25 | Canada    | 8:25.69 |
| 1991     | Stati Uniti | 8:11.47 | Canada      | 8:21.62 | Messico   | 8:29.17 |
| 1995     | Stati Uniti | 8:07.30 | Canada      | 8:08.25 | Argentina | 8:27.87 |
| 1999     | Canada      | 8:05.56 | Stati Uniti | 8:07.18 | Brasile   | 8:25.07 |
| 2003     | Stati Uniti | 8:05.47 | Brasile     | 8:10.54 | Canada    | 8:10.85 |
| 2007     | Stati Uniti | 8:02.03 | Canada      | 8:04.56 | Brasile   | 8:13.15 |
| 2011     | Stati Uniti | 8:01.18 | Brasile     | 8:09.89 | Messico   | 8:12.19 |
| 2015     | Stati Uniti | 7:54.32 | Brasile     | 7:56.36 | Canada    | 7:59.36 |
| 2019     | Stati Uniti | 7:57.33 | Canada      | 7:59.16 | Brasile   | 8:07.77 |

### 4×100m misti
| Edizione | Oro          | Prest.  | Argento     | Prest.  | Bronzo     | Prest.  |
| -------- | ------------ | ------- | ----------- | ------- | ---------- | ------- |
| 1951     | Stati Uniti* | 3:49.3  | Argentina*  | 3:59.7  | Messico*   | 4:13.2  |
| 1955     | Stati Uniti  | 5:11.6  | Canada      | 5:12.2  | Argentina  | 5:30.5  |
| 1959     | Stati Uniti  | 4:44.6  | Canada      | 4:58.7  | Messico    | 5:18.7  |
| 1963     | Stati Uniti  | 4:49.1  | Canada      | 4:52.5  | Venezuela  | 5:11.8  |
| 1967     | Stati Uniti  | 4:30.0  | Canada      | 4:40.88 | Uruguay    | 4:49.27 |
| 1971     | Canada       | 4:35.50 | Stati Uniti | 4:36.73 | Messico    | 4:45.18 |
| 1975     | Stati Uniti  | 4:22.34 | Canada      | 4:24.84 | Brasile    | 4:37.67 |
| 1979     | Stati Uniti  | 4:13.24 | Canada      | 4:20.16 | Messico    | 4:30.59 |
| 1983     | Stati Uniti  | 4:12.99 | Canada      | 4:13.84 | Messico    | 4:30.72 |
| 1987     | Stati Uniti  | 4:12.92 | Canada      | 4:17.78 | Costa Rica | 4:23.11 |
| 1991     | Stati Uniti  | 4:12.51 | Brasile     | 4:23.45 | Messico    | 4:25.94 |
| 1995     | Stati Uniti  | 4:08.17 | Canada      | 4:19.06 | Brasile    | 4:22.08 |
| 1999     | Stati Uniti  | 4:06.08 | Canada      | 4:08.73 | Brasile    | 4:15.00 |
| 2003     | Stati Uniti  | 4:05.92 | Canada      | 4:13.72 | Messico    | 4:18.04 |
| 2007     | Stati Uniti  | 4:04.60 | Canada      | 4:07.85 | Bahamas    | 4:18.97 |
| 2011     | Stati Uniti  | 4:01.00 | Canada      | 4:07.04 | Brasile    | 4:07.12 |
| 2015     | Stati Uniti  | 3:56.53 | Canada      | 3:58.51 | Brasile    | 4:02.52 |
| 2019     | Stati Uniti  | 3:57.64 | Canada      | 4:01.90 | Brasile    | 4:04.96 |

* Nel 1951 non fu una 4×100 m ma una 3×100 m mista

### 10km maratona
| Edizione | Oro               | Prest.    | Argento            | Prest.    | Bronzo             | Prest.    |
| -------- | ----------------- | --------- | ------------------ | --------- | ------------------ | --------- |
| 2007     | Chloe Sutton      | 2:13:47.6 | Poliana Okimoto    | 2:13:48.4 | Tanya Hunks        | 2:13:50.5 |
| 2011     | Cecilia Biagioli  | 2:04:11.5 | Poliana Okimoto    | 2:05:51.3 | Christine Jennings | 2:05:52.2 |
| 2015     | Eva Fabian        | 2:03:17.0 | Paola Pérez Sierra | 2:03:17.0 | Samantha Arévalo   | 2:03:17.1 |
| 2019     | Ana Marcela Cunha | 2:00'51"9 | Cecilia Biagioli   | 2:01'22"2 | Viviane Jungblut   | 2:01'24"0 |

## Medagliere
| Posiz. | Nazione           | Oro | Argento | Bronzo | Totale |
| ------ | ----------------- | --- | ------- | ------ | ------ |
| 1      | Stati Uniti       | 355 | 255     | 141    | 751    |
| 2      | Brasile           | 63  | 61      | 85     | 209    |
| 3      | Canada            | 52  | 27      | 135    | 214    |
| 4      | Argentina         | 13  | 24      | 23     | 60     |
| 5      | Venezuela         | 7   | 6       | 20     | 33     |
| 6      | Costa Rica        | 4   | 3       | 2      | 9      |
| 7      | Ecuador           | 3   | -       | 3      | 6      |
| 8      | Cuba              | 2   | 4       | 8      | 14     |
| 9      | Trinidad e Tobago | 2   | 2       | 4      | 8      |
| 10     | Suriname          | 2   | 1       | 2      | 5      |
| 11     | Messico           | 1   | 7       | 41     | 49     |
| 12     | Cile              | 1   | 2       | 2      | 5      |
| 13     | Isole Cayman      | 1   | 2       | 1      | 4      |
| 14     | Bahamas           | 1   | -       | 2      | 3      |
| 15     | Porto Rico        | -   | 8       | 6      | 14     |
| 16     | Giamaica          | -   | 5       | -      | 5      |
| 17     | Colombia          | -   | 2       | 6      | 8      |
| 18     | Uruguay           | -   | 2       | 3      | 5      |
| 19     | Guatemala         | -   | 1       | 2      | 3      |
|        | Perù              | -   | 1       | 2      | 3      |
| 21     | Porto Rico        | -   | 1       | 1      | 2      |
|        | Barbados          | -   | -       | 1      | 5      |
|        | Antille Olandesi  | -   | -       | 1      | 5      |
|        | Paraguay          | -   | -       | 1      | 5      |
| TOTALE | TOTALE            | –   | –       | –      | –      |